# 金刀比羅・大鷲神社
金刀比羅・大鷲神社（ことひら・おおとりじんじゃ）は、神奈川県横浜市南区真金町にある神社である。旧無格社。登記上の宗教法人名称は宗教法人金刀比羅神社（しゅうきょうほうじんことひらじんじゃ）。境内末社に伏見稲荷神社がある。

## 祭神
- 金刀比羅神社
  - 大物主命
  - 崇徳天皇
- 大鷲神社
  - 天之鳥船命

## 歴史
金刀比羅神社
1859年（安政6年）、横浜港開港にあたり、港崎遊郭の岩亀楼主人である岩槻屋佐吉が讃岐国象頭山 金毘羅大権現を勧請し、港崎町（現在の横浜公園の地）に祭祀した。
1872年（明治5年）に遊廓の移転とともに高島町7丁目の海側へ遷座し金刀比羅神社と改称した。1882年（明治15年）4月に同様の理由で真金町へ遷座した。
1923年（大正12年）9月1日の関東大震災と1945年（昭和20年）5月29日の横浜大空襲で共に被災。その度に再建されたが、現在の社殿は1988年（昭和63年）8月に更に再建されたもの。
大鷲神社
1872年（明治5年）、港崎遊廓が高島町に移転した際、東京の吉原に倣い、「おとり様」を勧請した。この時より、浅草と同様に酉の市が行われるようになった。当初は境内の末社であり別宮となっていたが、現在は金刀比羅神社の相殿に祀られている。

## 所在地
- 神奈川県横浜市南区真金町1-3